# Confédération des travailleurs chypriotes
La Confédération générale des travailleurs chypriotes (ΣΕΚ) est une organisation syndicale de Chypre. Elle est affiliée à la Confédération européenne des syndicats et à la Confédération syndicale internationale.